# Саражинецька сільська рада
| Саражинецька сільська рада — колишній орган місцевого самоврядування у Погребищенському районі Вінницької області з адміністративним центром у с. Саражинці. Сільській раді підпорядковані населені пункти: - с. Саражинці - с. Попівці - с. Кур'янці - с. Юнашки |

## Склад ради
Рада складається з 12 депутатів та голови.

## Керівний склад сільської ради
| ПІБ                        | Основні відомості                                                                         | Дата обрання | Дата звільнення |
| -------------------------- | ----------------------------------------------------------------------------------------- | ------------ | --------------- |
| Гриценюк Наталя Григорівна | Сільський голова, 1961 року народження, освіта, член Народно-демократичної партії України | 26.03.2006   | 31.10.2010      |
| Рибак Тетяна Іванівна      | Сільський голова, 1962 року народження, освіта вища, Українська партія «Єдність»          | 31.10.2010   |                 |

Примітка: таблиця складена за даними джерела